# بابارچ‌سولوش
بابارچ‌سولوش (به مجاری: Babarcszőlős) یک منطقهٔ مسکونی در مجارستان است که در ناحیهٔ شیکلوش واقع شده‌است. بابارچ‌سولوش ۱۰۹ نفر جمعیت دارد.